# Slatnik
Slatnik – wieś w Słowenii, w gminie Ribnica. W 2018 roku liczyła 114 mieszkańców.